# Ébauches rattachées à la Comédie humaine
Les Ébauches rattachées à la Comédie humaine sont des œuvres de fiction : nouvelles, romans inachevés, ou courts romans écrits par Honoré de Balzac avec l'intention de compléter La Comédie humaine. Les textes sont organisés et classés comme ceux de la comédie humaine, en lieux géographiques, types sociaux. Tous ces écrits sont issus de la bibliothèque de Charles de Spoelberch de Lovenjoul auquel on doit un grand nombre de manuscrits qui auraient été perdus sans son classement de collectionneur. 
Les ébauches sont organisées ainsi, selon le classement de Balzac que Lovenjoul a conservé. La rédaction s'est échelonnée de 1830 à 1847, cependant la datation exacte de chacun des manuscrits est sujette à interrogation. À un an près, on ne peut affirmer certaines dates. Ces ébauches sont actuellement réunies avec la fin des Études analytiques dans le tome XII de la bibliothèque de la Pléiade

## Études de mœurs

### Scènes de la vie privée
- Sœur Marie des Anges, 1835[2]
- La Comédienne de salon, 1841[3]
- Valentine et Valentin, 1842[4]
- Perdita, 1845 (?)[5]
- Le Programme d'une jeune veuve, 1843-1844[6]

### Scènes de la vie de province
- Les Héritiers Boirouge, 1836[7]
- Un grand homme de Paris en province, 1843 ou 44[8]
- La Gloire des sots, 1844[9]
- Les Méfaits d'un procureur du roi, 1847[7]
- Un caractère de femme, 1847 ou 1848[10]

### Scènes de la vie parisienne
- Échantillon de causerie française, 1831[11]
- La Fin d'un dandy, 1832[12] ?
- Entre savants, 1842 1843 [13]
- L'Hôpital et le peuple, 1847[14]
- Le Théâtre comme il est, 1847[15]
- La Femme auteur, 1847-1848[16]

### Scènes de la vie politique
- Mademoiselle du Vissard, 1847[17]

### Scènes de la vie militaire
- La Bataille, 1847[18] Patrice Rambaud, alors que seul le titre figure sur un feuillet, a donné vie à ce projet, sous le titre éponyme La Bataille lequel a reçu le prix Goncourt en 1997.

### Scène de la vie de campagne
- Les Deux amis, 1830-1831[19]

## Études philosophiques
- Les Martyrs ignorés, 1836-1837[20]
- Aventures administratives d'une idée heureuse,1833-1834[21]
- Le Prêtre catholique, 1832-1834[22], [23]
- La Frélode, 1839[24]
- Adam-Le-Chercheur[25]

## Études analytiques
- Anatomie des corps enseignants (?)[26]